# Sin retorno
Pour plus de détails, voir Fiche technique et Distribution.
Sin retorno est un film argentino-espagnol réalisé par Miguel Cohan, sorti en 2010.

## Fiche technique
- Titre : Sin retorno
- Réalisation : Miguel Cohan
- Scénario : Miguel Cohan et Ana Cohan
- Pays d'origine : Argentine, Espagne
- Genre : thriller
- Date de sortie : 2010

## Distribution
- Leonardo Sbaraglia : Federico Samaniego
- Martin Slipak : Matías Fustiniano
- Bárbara Goenaga : Natalia Kaufman
- Luis Machín : Ricardo Fustiniano
- Ana Celentano : Laura
- Arturo Goetz : El Liquidador
- Agustín Vázquez : Pablo Marchetti
- Federico Luppi : Víctor Marchetti